# Thijs Taconis

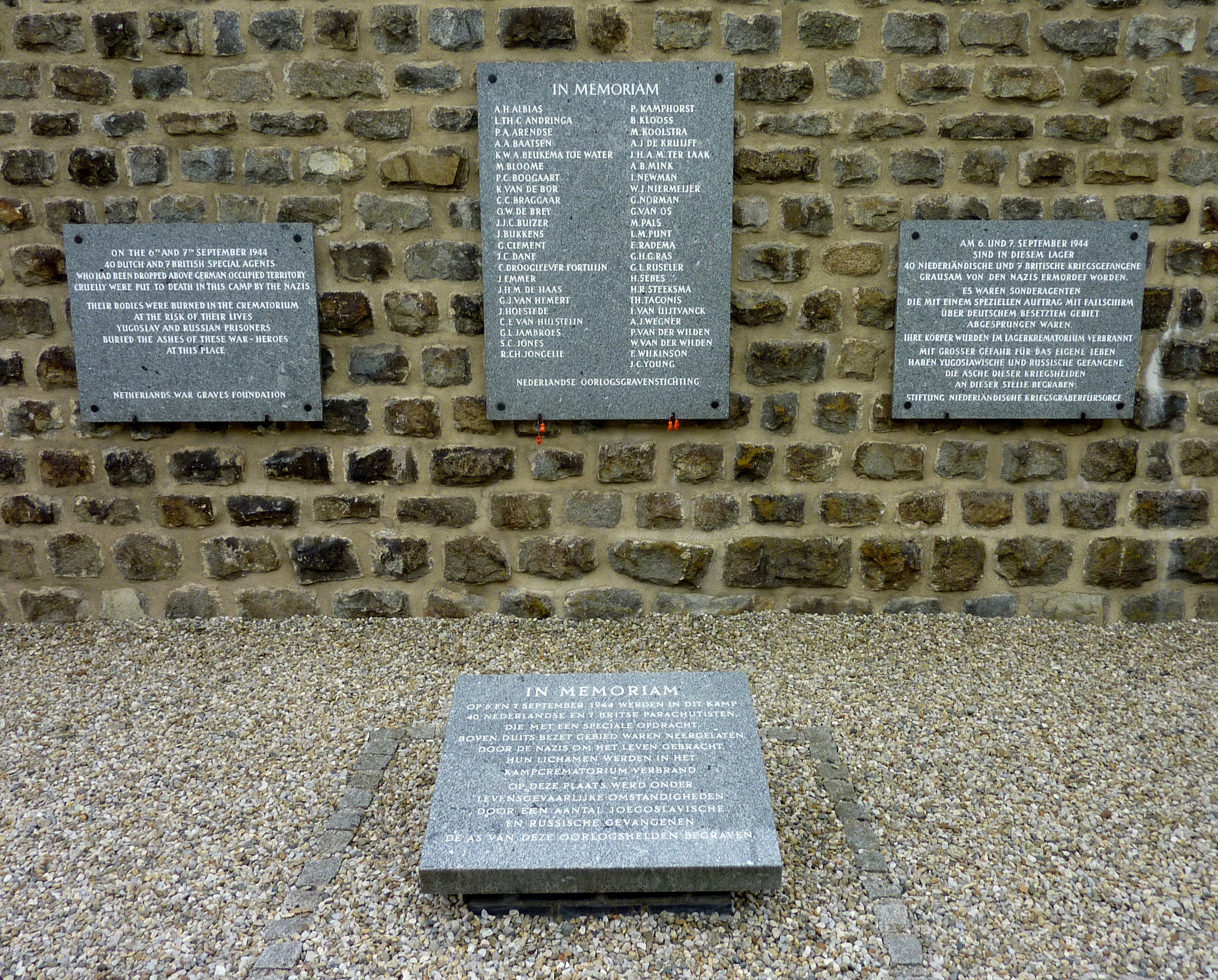
Plaquette met naam van Thijs Taconis in Mauthausen

Thijs Taconis (Rotterdam, 28 maart 1914 – Mauthausen, 6 september 1944) was Nederlands geheim agent tijdens de Tweede Wereldoorlog.

## Biografie
Hij werd geboren in Rotterdam als zoon van Roelof Taconis en Maria Hendrika Henrichs. In 1916 verhuisde het gezin Taconis naar Den Haag. Daar werd zijn zus Trijntje geboren. Taconis was lid van de Haagse afdeling van het Nationaal Jongeren Verbond. Hiermee liep hij enkele malen de Nijmeegse Vierdaagse.

### Tweede Wereldoorlog
Ten tijde van het uitbreken van de Tweede Wereldoorlog was hij student wis- en natuurkunde in Leiden. In mei 1940 vluchtte hij naar Engeland, waar hij als soldaat bij het Bureau Bijzondere Opdrachten werd opgeleid tot geheim agent. 
Kort na de Nederlandse capitulatie probeerden verzetsgroepen in Nederland informatie te verzamelen. Het bleek moeilijk die informatie door te spelen naar Engeland. Vanuit Engeland werden om die reden agenten uitgezet op Nederlands bezet grondgebied; zij werden gestuurd door de Centrale Inlichtingendienst onder leiding van François van 't Sant in samenwerking met MI-6 en de SOE.
Op 7 november 1941 werden Taconis en Huub Lauwers, een Nederlandse journalist die was opgeleid als geheim agent, als eersten vanuit Engeland geparachuteerd boven het Stegerveld buiten Ommen, met als opdracht een radioverbinding met het hoofdkwartier in Londen op te zetten en te onderhouden. Ze begroeven hun parachutes op dezelfde plaats. Op 3 januari 1942 werd het eerste codebericht naar het Londen verzonden. Als codenamen gebruikte hij Thijs en Thijs Timmer.
Op 9 maart 1942 werd Taconis gearresteerd als gevolg van verraad door Johnny de Droog. Van 16 maart 1942 tot 1 mei 1942 zat hij vast in het Oranjehotel in Scheveningen. Van daar werd hij overgebracht naar Kamp Haaren. Via Rawicz kwam hij terecht in Mauthausen, waar hij op 6 september 1944 werd gefusilleerd, gelijktijdig met 23 andere Nederlandse geheim agenten.

## Onderscheidingen en ander eerbetoon
- In 1943 verleende de Britse koning hem de Military Medal.[14][15][16]
- Hij kreeg in 1953 postuum het Bronzen Kruis uitgereikt.[17]
- Zijn naam staat vermeld op de Erelijst van Gevallenen 1940-1945.[18]
- Zijn naam staat vermeld op het digitaal Monument Oranjehotel.[19]
- Zijn naam staat vermeld op het oorlogsmonument 'Engelandvaarders' in Mauthausen.[20]

## Zilveren Anjer
Taconis maakte voor zijn vertrek uit Engeland een testament, waarin hij bepaalde dat zijn vermogen na zijn overlijden bestemd zou worden voor het Prins Bernardfonds ten behoeve van de aanschaf van Spitfires. Na de oorlog werd besloten om de doelstelling van het fonds te wijzigen. In 1950 werd de onderscheiding Zilveren Anjer ingesteld, ter gelegenheid van de tiende herdenking van de zogeheten Anjerdag van 29 juni 1940 en het tienjarig jubileum van het op 10 augustus 1940 opgerichte fonds. Met de door Taconis beschikbaar gestelde middelen werd de uitreiking van de onderscheiding gefinancierd. In de bijbehorende oorkonde werd hij gememoreerd met de woorden: Quae Thijs Taconis - mortuus pro patria anno MCMXLIV legavit pro fundamento sunt (Hetgeen Thijs Taconis, gestorven voor het vaderland in 1944 heeft nagelaten, vormt de grondslag). Ter gelegenheid van zijn honderdste geboortedag werd het Thijs Taconis Fonds "ter ondersteuning van de uitreiking van de Zilveren Anjer" opgericht. Sinds 2024 wordt de Zilveren Anjer niet meer uitgereikt.